# ولادیمیر پیشننکو
ولادیمیر پیشننکو (به انگلیسی: Vladimir Pyshnenko) (زادهٔ ۲۵ مارس ۱۹۷۰) شناگر اهل روسیه است.